# Conradin Cathomen
Conradin Cathomen (* 2. Juni 1959 in Laax) ist ein ehemaliger Schweizer Skirennfahrer.

## Biografie
Einen ersten internationalen Erfolg erzielte Cathomen mit dem Gewinn der Silbermedaille in der Abfahrt bei den Junioreneuropameisterschaften 1976 in Gällivare. Er entwickelte sich zu einem der besten Abfahrtsläufer der Welt und gewann in der Saison 1982/83 zwei Weltcuprennen. Im selben Winter wurde er Schweizer Meister in der Abfahrt. Den grössten Erfolg seiner Karriere feierte er bei den Weltmeisterschaften 1982 in Schladming, als er in der Abfahrt überraschend die Silbermedaille gewann. Nachdem er sich 1987 nicht für die Abfahrtsmannschaft bei den Weltmeisterschaften 1987 in Crans-Montana qualifizierte, trat er Ende der Saison zurück.
Er war mit der Schlagersängerin Marianne Cathomen verheiratet und ist seit April 2005 von ihr geschieden. Sie haben zwei Kinder, Nico und Carina. Cathomen leitete nach seinen Angaben von 1995 bis 2002 den AWD Region Ostschweiz und arbeitet seit 2006 als Partner bei der Firma mas management assets services in Zürich.

## Weltcupsiege
| Datum             | Ort         | Land       | Disziplin |
| ----------------- | ----------- | ---------- | --------- |
| 19. Dezember 1982 | Gröden      | Italien    | Abfahrt   |
| 10. Januar 1983   | Val-d’Isère | Frankreich | Abfahrt   |